# Hankøn
Hankøn er betegnelsen for et levende væsen, f.eks. en mand eller en dreng, der bærer kønskromosomet Y. Inden for grammatikken er det desuden betegnelsen for det grammatiske køn, maskulinum. Der er ofte sammenfald mellem et væsens fysiske køn og det grammatiske køn hos ordet, som betegner dette væsen, men det er bestemt ikke altid tilfældet.
- Wikimedia Commons har flere filer relateret til Hankøn

| Sprog | Spire Denne artikel om sprog er en spire som bør udbygges. Du er velkommen til at hjælpe Wikipedia ved at udvide den. |